# Kees van Moorsel (kunstenaar)
Cornelis Nicolaas (Kees) van Moorsel (Delft, 3 januari 1916 – Rhenen, 24 mei 1981) was een Nederlands keramiekkunstenaar.
Van Moorsel studeerde aan de Rijksakademie van beeldende kunsten in Amsterdam. In 1941 nam hij Pottenbakkerij De Vier Paddenstoelen over en produceerde hier aardewerk tot 1951. Vanaf 1953 produceerde hij zijn aardewerk in Pottenbakkerij 't Kalkoentje in Remmerden, nabij Rhenen.
Het werk van Van Moorsel kenmerkt zich door gestileerde weergaven van dieren en mensen in de kleuren zwart en wit. Zijn werk wordt tegenwoordig regelmatig aangeboden op veilingen en verzameld door verzamelaars van design-aardewerk. Zijn signatuur is een gestileerde versie van zijn initialen in hoofdletters KVM.
- Biografisch Portaal: 59071226
- RKD-Nederlands Instituut voor Kunstgeschiedenis: 93047